# Засадки
Заса́дки —  село в Україні, у Самбірському районі Львівської області. Населення становить 191 осіб. Орган місцевого самоврядування - Хирівська міська рада.

## Населення

### Мова
Розподіл населення за рідною мовою за даними перепису 2001 року:
| Мова       | Кількість | Відсоток |
| ---------- | --------- | -------- |
| українська | 191       | 100%     |